# Hockenheimring
Hockenheimring Baden-Württemberg är en racerbana i Baden-Württemberg i Tyskland.

## Historik
Hockenheimring var från början en högfartsbana men drabbades av en tragedi då Jim Clark omkom i en krasch i regn och dimma under ett formel 2-lopp 1968. Formel 1 kördes för första gången på banan 1970 och vanns då av österrikaren Jochen Rindt. Sedan dröjde det till 1977 innan tävlingen kom tillbaka. Banan var i stort sett oförändrad mellan 1977 och 2001, då den byggdes om och ersattes med en kortare men ganska snabb bana.

## Karakteristik
Hockenheimring är en ganska snabb bana, som inleds med en knepig högerkurva i medelfart och sedan fortsätter rakt fram mot en hårnål, Einfahrt Parabolica. Sedan kommer banans snabbaste ställe där bilarna når över 330 km/h. Efter hårnålen som följer kommer ett snabbt och böljande parti fram till stadionsektionen, som består av några långsamma kurvor, innan man är tillbaka på start- och målrakan igen.

## Formel 1
Tysklands Grand Prix kördes för första gången här 1970 och återkom sedan årligen från och med 1977 till och med 2006, utom 1985 då det kördes på Nürburgring. Från och med 2008 körs Tysklands Grand Prix omväxlande på Hockenheimring (jämna år) och Nürburgring (ojämna år).